# ۱۰۹۱ (خورشیدی)
۱۰۹۱ هزار و نود و یکمین سال هجری خورشیدی است.